# Maclean Island
Maclean Island ist eine Insel mit einer Fläche von 1,11 Hektar an der nordöstlichen Küste von Tasmanien, Australien. Die Insel ist Teil der Waterhouse-Island-Gruppe.

## Fauna
Zu den Meeresvögeln, die als auf der Insel brütend festgestellt wurden, gehören Zwergpinguin und Dickschnabelmöwe. Die Hühnergans brütet ebenfalls auf der Insel.